# Ігровий майстер

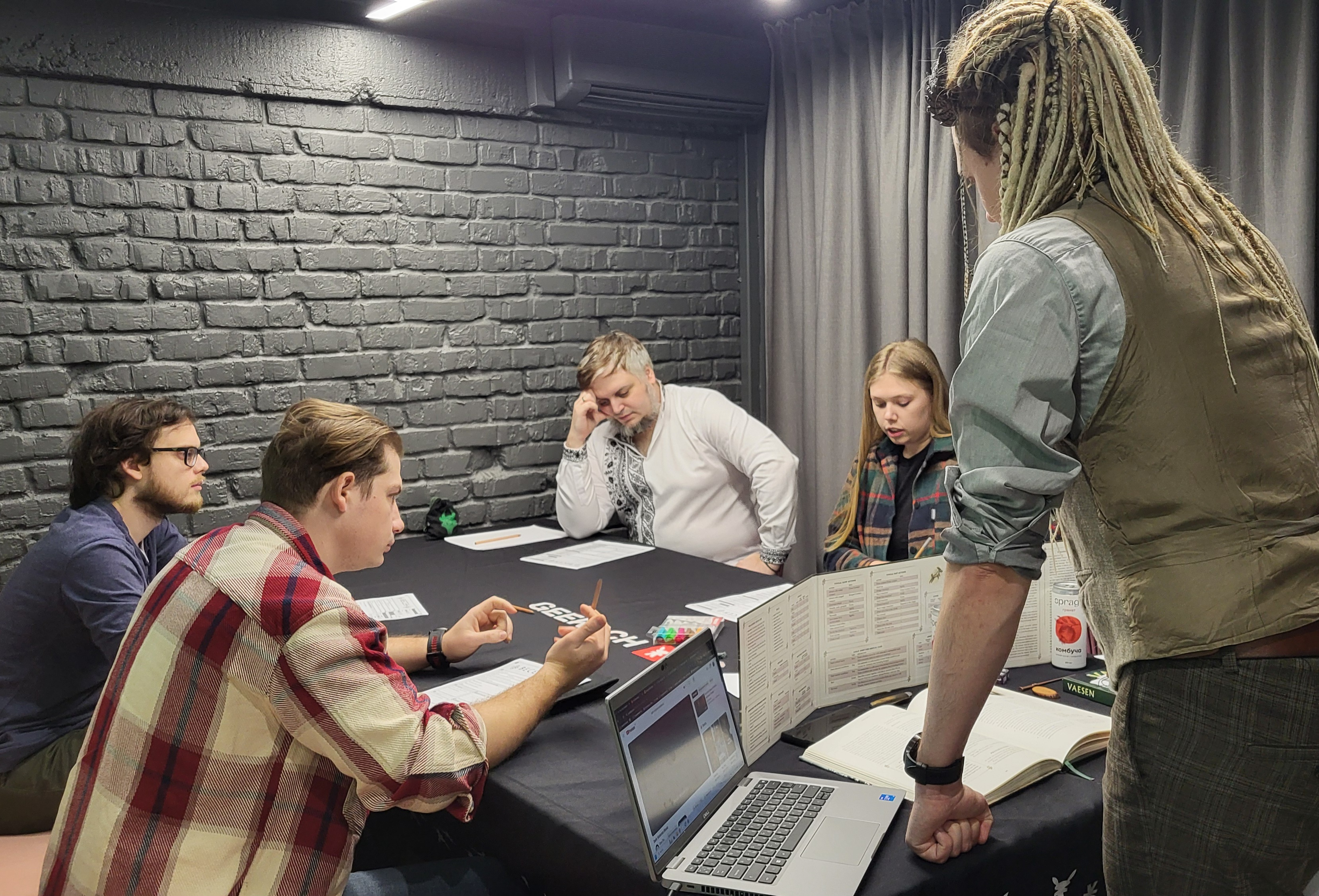
Сесія настільно-рольової гри Vaesen. Праворуч — відокремлений від решти гравців ширмою майстер гри

Майстер гри (англ. Gamemaster) — людина, що проводить модулі рольових ігор за вигаданим чи запозиченим сюжетом, визначає правила взаємодії персонажу зі світом і вплив світу на дії персонажа. Майстер не повинен без попереднього оголошення та узгодження із гравцями прагнути їхнього програшу.
В настільних рольових іграх цю функцію виконує одна людина, у відеоіграх — спеціальна програма, в польових чи подібних — майстерська група.

## Варіації терміна
Вперше термін було використано у настільних іграх-варгеймах на початку 1970-х років. Щодо настільних рольових ігор слово gamemaster вперше було вжите у грі Chivalry & Sorcery в 1977 році.
Ігрові системи можуть мати власні назви для ролі майстра гри. Наприклад, у Поклику Ктулху це буде Хранитель Таємниць. У Dungeons & Dragons його називають Майстер підземелля. В іграх World of Darkness майстер є сторітеллером, тоді як в іграх Powered by the Apocalypse його називають по-різному, наприклад, майстром церемоній.

### Майстер підземелля
Майстер підземелля (Dungeon Master) — термін, створений для гри Dungeons & Dragons, який описує людину, котра поєднує функції судді й оповідача. Вона вирішує суперечливі ситуації та випадковості кидком гральних кісток, визначає цілі для персонажів, другорядні ролі, антураж, і коментує хід гри. Метою повелителя підземелля є забезпечити цікаву гру на основі своєї оповіді й сценарію. Майстер, котрий своїми свідомими чи несвідомими діями сприяє програшу ігрової партії, називається злим майстром.

### Майстерська група
На польових іграх майстри займаються організацією гри, складанням концепції та правил, підбором гравців та їх управлінням. Кілька майстрів, що організують конкретну гру, називаються майстерською групою. Керівник групи називається головмайстром. Група може бути як створеною для конкретної гри, так і постійною, яка, до прикладу, організовує щомісячні заходи. Зазвичай до майстерської групи належать:
- Головмайстер — визначає загальний хід гри, її правила, керує гравцями. Придумує концепцію та сюжет.
- Майстри — люди, відповідальні за один із аспектів гри, як антураж, бої, завдання.
- Регіональні майстри — стежать за дотриманням правил в окремих локаціях і командах.
- Полігонна команда — група майстрів, яка узгоджує проведення гри з владою, відповідає за медичне забезпечення, зв'язок, дотримання правил безпеки.